# Tropidonophis hypomelas
Tropidonophis hypomelas — вид змій родини полозових (Colubridae). Ендемік Папуа Нової Гвінеї.

## Поширення і екологія
Tropidonophis hypomelas мешкають на островах Нова Британія (мис Хопкінс), Нова Ірландія (плато Лелет), Умбой і Дьюк-оф-Йорк в архіпелазі Бісмарка. Вони живуть у вологих тропічних лісах, на берегах струмків. Зустрічаються на висоті до 950 м над рівнем моря.